# バトー
バトーは、漫画・アニメ作品『攻殻機動隊』に登場する架空の人物。映画『イノセンス』では主役を務める。

## 声優・演者
TVアニメ版での声優は大塚明夫、『攻殻機動隊 ARISE』では松田健一郎（『チャンネル5.5版』では梶裕貴）。ゲーム（PS）版『攻殻機動隊 GHOST IN THE SHELL』では小川真司。英語吹き替え版はリチャード・エプカーで、『攻殻機動隊STAND ALONE COMPLEX The Laughing Man』と『攻殻機動隊STAND ALONE COMPLEX Individual Eleven』はデビッド・ケイが、『攻殻機動隊 ARISE』ではクリストファー・サバトが担当している。

### 補足
長州力はゴースト・イン・ザ・シェル (映画)の公開イベントでバトーになったことがある。

## 人物
公安9課所属。男性型高出力義体を持つパワー型サイボーグ。身長187cm。原作1.5巻では「専門は電子戦」と豪語しているが、原作1巻では戦闘サイボーグのコイルと互角以上に格闘戦を行っている。9課に所属する以前はレンジャー4課（陸上自衛軍レンジャー部隊）に所属し、海外での特殊な戦闘任務にも参加していた。
ほぼ全身を義体化したサイボーグであるが、草薙ほど義体化率は高くない。レンジャー4課時代に装備した任務特化型の特殊な義眼レンズ（センサーアレイや、サーモセンサー等を有する）を、9課移籍以降もそのまま残しており、小火器から重火器までの幅広い武器の扱いにも長けている。サイボーグの人工筋肉は発達しないにもかかわらず筋トレが趣味であり、『S.A.C.』では脳まで筋肉にしないよう草薙からのツッコミを受けている。 試作されたが使い道が無いとされた武装のいくつかを個人所有している。
原作版では、道の真ん中で車の解体を始めるなどのコミカルで少々下品な一面と、戦闘訓練所の教官として教え子の死に激昂する一面など、性格のメリハリがより顕著に描かれている。草薙に対しては単なる仕事上の同僚という程度で、別段、好意の様な特別な感情は持っていない。劇場版では一貫してハードボイルドなキャラクターで、彼女に対して好意に近い特別な感情を抱いており、彼女への気遣いを怠ることはなく、プライベートでも時折同行している事がある。普段は彼女のことを「少佐」と呼んでいるが、彼女が死んだかと思われた際には感情を剥き出しにし、「素子ォ〜!!」と名前を叫んだ。『S.A.C.』シリーズでは、大まかには原作版に近い性格だが、劇場版と同じく草薙に対して特別な感情を抱いている。また、メカに対しての個人的なこだわりや思い入れが非常に強く、タチコマは特定の一機を愛用したり、専用機に天然オイルを与えたりしている他、自家用車にはランチア・ストラトスによく似た年式の古いスポーツカーを好むなどの傾向がある。9課正式採用の拳銃を使わず、FN ブローニング・ハイパワーの.45口径モデルを愛用するなど、武器に対するこだわりもあるようである。16話にて「抜題　仏哲（Batou Buttetsu）」という偽名を使用したことがあり、作られた家族写真に写っている妻は草薙そっくりだった。

## 各作品の特徴
GHOST IN THE SHELL / 攻殻機動隊
.50口径のジェリコ942FSというジェリコ941の架空の派生モデルを使っている。
イノセンス
少女型ガイノイド「ハダリ」の暴走事件をトグサと共に追う。前作である『GHOST IN THE SHELL / 攻殻機動隊』の続編であり、草薙素子が失踪してから3年が経過している。前作とは髪型が異なっており、伸びた髪を後ろで束ねている。無類の犬好きで、セーフハウスにバセットハウンドのガブリエルを飼っている。また、今作では右腕に散弾銃を内蔵している。
攻殻機動隊 STAND ALONE COMPLEX
機械類に対し並々ならぬ愛情を注ぐ傾向があり、搭乗するタチコマも特定の一機に限定している。愛用する銃はFN ブローニング・ハイパワーM7カスタム（9課制式拳銃はセブロM5）。『タチコマな日々』で眼のレンズが取り外し可能となっているらしいというエピソードが紹介されている。筋トレ（義体の性能向上にはつながらない）が趣味で、様々な筋トレグッズを通販で購入している。トグサからの呼び名は「ダンナ」。度々ひょうきんな一面を見せることがある。
攻殻機動隊 S.A.C. 2nd GIG
レンズ状の義眼に関しては、レンジャー隊員特有の装備と説明される。
過去に国連軍の一員として草薙、イシカワと作戦行動を共にしていたことがあり、この時イシカワに「新入りが」と罵られている。
攻殻機動隊 STAND ALONE COMPLEX Solid State Society
草薙素子が失踪した後、荒巻からリーダー就任の要請があったが断っており、トグサが9課のリーダーとなって以後、「個人的推論にのっとった捜査方針」による単独での行動が多くなった。その軋轢から「訓練教官の職に専念するか、俺の指示で正体不明のハッカー『傀儡廻』の捜査に加わるか」とトグサに窘められる場面もある。失踪から2年が経っても草薙への想いを断ち切れずにいる。草薙が傀儡廻の正体なのではないかと疑念を抱きながらも、大阪の病院で草薙と出会ったことをトグサに報告しなかったりと、個人的な感情と職務の間で苦悩している。
攻殻機動隊1.5 HUMAN-ERROR PROCESSER
「FAT CAT」以外の話に登場。草薙が去った後の実質上のリーダー格。原作のバトーは草薙に特別な好意を抱いていないので、葛藤や性格の変化はない。「MINES OF MIND Part.1」と「LOST PAST」においては電脳空間にて交際中の女性の存在も描かれている。髪型が各話ごとに違っている。
攻殻機動隊 ARISE
今作ではバトーが公安9課に入隊するまでの経緯が書かれる。また、入隊後を描いた攻殻機動隊 新劇場版では今までのシリーズのように素子との深い信頼関係が描かれる。今作では『イノセンス』とは逆で、武器を内蔵した義体に換装した素子を咎めている。